# Encephalartos schmitzii
Encephalartos schmitzii är en kärlväxtart som beskrevs av François Malaisse. Encephalartos schmitzii ingår i släktet Encephalartos och familjen Zamiaceae. IUCN kategoriserar arten globalt som sårbar. Inga underarter finns listade i Catalogue of Life.